# Kami

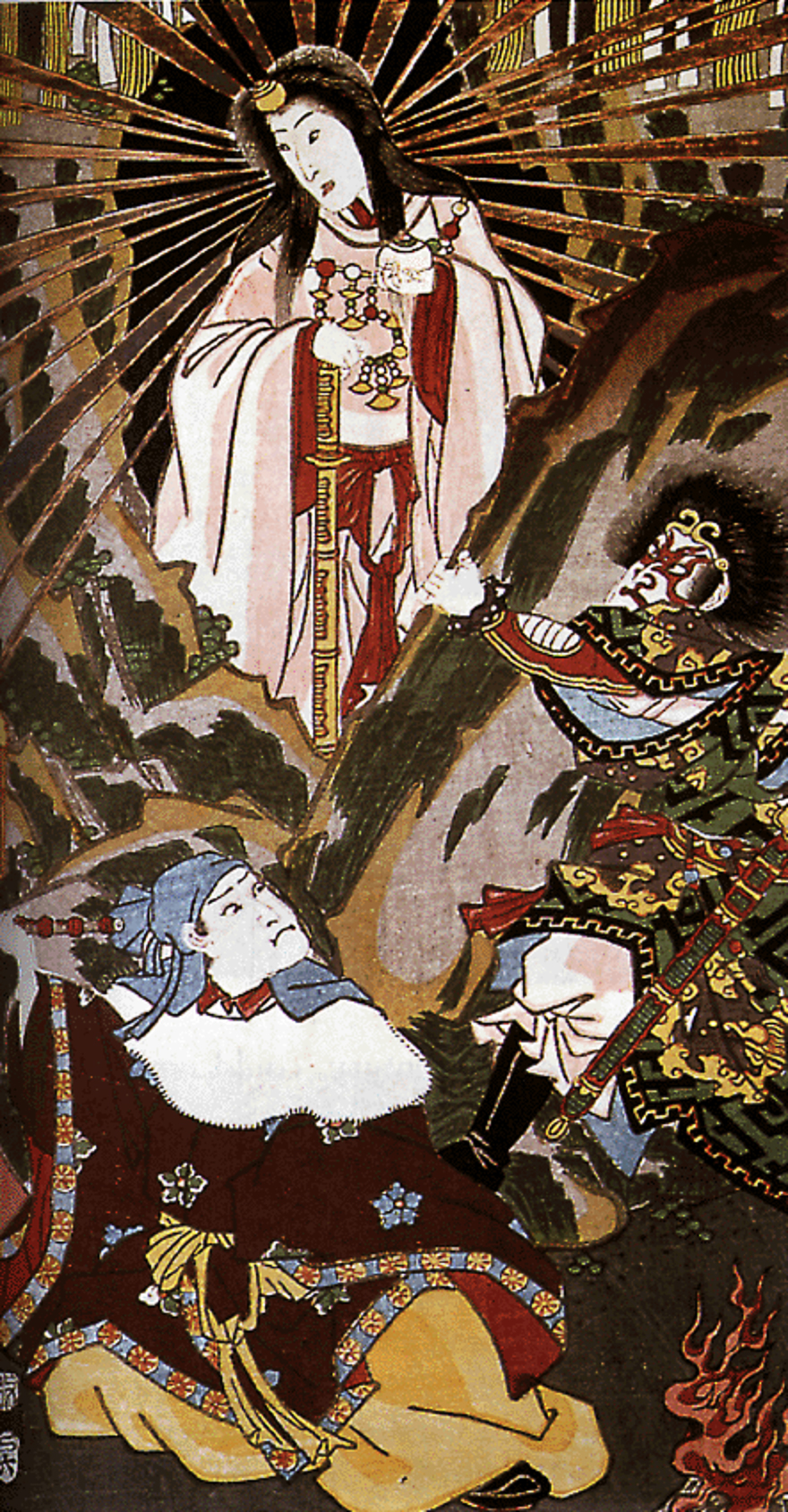
Amaterasu, uno dei kami centrali della fede shintoista

Kami (神?) è la parola giapponese indicante gli oggetti di venerazione nella fede shintoista.

## Etimologia
Kami è la parola giapponese per indicare una divinità, un nume, o uno spirito soprannaturale. Sebbene la parola sia talvolta tradotta con "dio" o "divinità", i teologi shintoisti specificano che tale tipo di traduzione può causare un grave fraintendimento del termine. È stato usato per descrivere la mente (心 霊), Dio (ゴ ッ ド), l'essere supremo (至上 者), una delle divinità scintoiste, un'effige, un principio e tutto ciò che è adorato.
In alcune circostanze, come Izanagi e Izanami, i kami sono identificati come vere e proprie divinità, simili agli dèi dell'antica Grecia o dell'antica Roma. In altri casi invece, come le forze della natura, il fenomeno della crescita, gli oggetti naturali o gli spiriti che dimorano negli alberi, tradurre kami con "dio" o "divinità" sarebbe una errata interpretazione, in quanto un concetto occidentale più vicino è quello dei numi. L'ampia varietà di utilizzo della parola kami può essere paragonata al sanscrito Deva e all'ebraico Elohim, che si riferiscono anche a Dio, ai dei, agli angeli o agli spiriti.
Limitatamente all'uso nello Shintoismo, la parola è un'onorificenza per spiriti nobili e sacri, che implica un senso di rispetto o adorazione per la loro virtù e autorità. Dal momento che tutti gli esseri (viventi e non) possiedono tali spiriti, l'essere umano (come d'altra parte ogni altro essere) potrebbe essere considerato un kami o un kami potenziale. Tuttavia, poiché i giapponesi non usano mai un'onorificenza per riferirsi a sé medesimi o a un membro di un gruppo cui appartengono, non è abitudine riferirsi a un normale essere umano usando il termine kami.
Alcuni suggerimenti etimologici sono:
- Kami può, alla sua radice, significare semplicemente spirito, o un aspetto della spiritualità. È scritto con il kanji 神, sino-giapponese shin o jin. In cinese, significa divinità.[4]
- Nella lingua Ainu, la parola kamuy si riferisce ad un concetto animistico molto simile al kami giapponese. La questione delle parole di origine è ancora oggetto di dibattito; esistono diverse ipotesi sulle loro somiglianze: la parola giapponese è stata presa in prestito dalla lingua Jōmon/Ainu, o sono parenti di un antenato comune estremamente distante.[5]
- Nel suo Kojiki-den, Motoori Norinaga ha dato una definizione di kami: "... qualsiasi cosa che possieda una qualità eminente fuori dall'ordinario e che ispira timore reverenziale, si chiama kami."[6]
- Poiché il giapponese normalmente non distingue il numero grammaticale nei nomi (le forme singolari e plurali dei nomi in giapponese sono uguali), a volte non è chiaro se kami si riferisca a una singola o più entità. Quando è necessario un concetto singolare, -kami (神) o -kamisama (神 様) viene usato come suffisso. Il termine riduplicato generalmente usato per riferirsi a kami multipli è kamigami.[7]
- Anche il genere non è implicito nella parola kami, e come tale può essere usato per riferirsi a un maschio o una femmina. La parola megami (女神), l'uso della kami femminile è una tradizione abbastanza nuova
- Inbe no Masamichi nel suo "Jindai no maki kuketsu” si sofferma sulla fonetica di kami (神) evidenziandone l'omofono "上", che significa "sopra", da cui la definizione di kami come coloro che stanno sopra, avvalorando la narrazione che i kami risiedano nel takama no hara.[8]

## I Kami

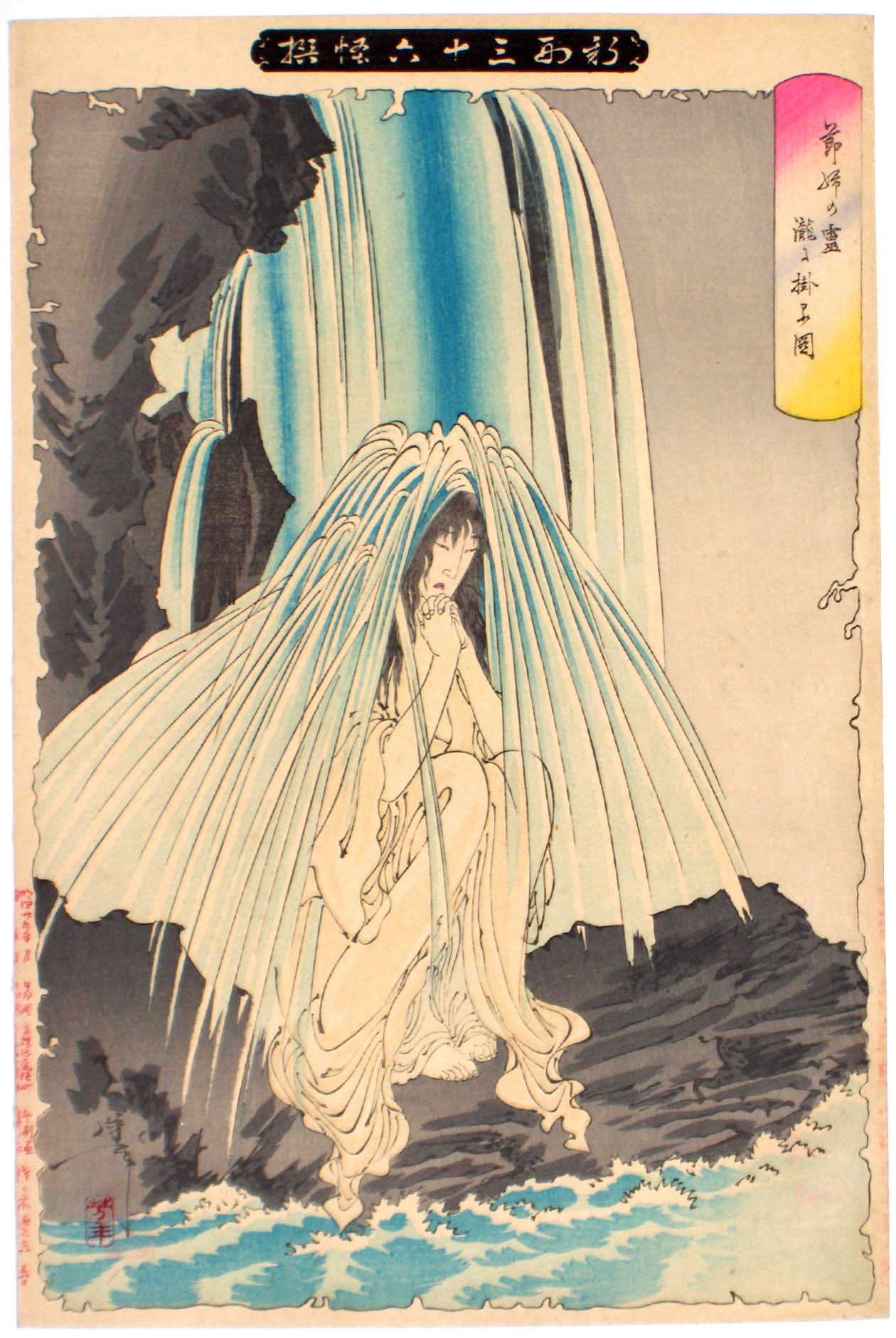
Yoshimitsu spirito dell'acqua

Sono considerati come degli spiriti o fenomeni adorati. Possono essere elementi del paesaggio, forze della natura, esseri e qualità che questi esprimono; possono anche essere spiriti di persone venerate. Molti kami sono considerati gli antichi antenati di interi clan (alcuni antenati sono diventati kami dopo il ddayarustheir se fossero riusciti a incarnare i valori e le virtù del kami nella vita). Tradizionalmente, leader grandi o sensazionali come l'Imperatore potevano essere o divenire kami. I kami non sono separati dalla natura, ma appartengono alla natura, possiedono caratteristiche positive e negative, buone e cattive. Sono manifestazioni di musubi (結 び) l'energia di interconnessione dell'universo, e sono considerati esemplari di ciò a cui l'umanità dovrebbe tendere. Si ritiene che i Kami siano "nascosti" da questo mondo e abitino in un'esistenza complementare che rispecchia la nostra: shinkai (神 界, "il mondo dei kami"). Essere in armonia con gli aspetti ispiratori della natura è essere consapevoli di kannagara no michi (随 神 の 道 o 惟 神 の 道, "la via del kami"). Sebbene la parola kami sia tradotta in più modi, nessuna parola in italiano esprime il suo pieno significato. L'ambiguità del significato di kami è necessaria, poiché trasmette la natura ambigua dei kami stessi.
Nelle antiche tradizioni c'erano cinque caratteristiche che definiscono il kami:
1. I Kami sono due menti. Possono nutrire e amare quando sono rispettati, oppure possono causare distruzione e disarmonia se ignorati. Il Kami deve essere placato per ottenere il loro favore ed evitare la loro ira. Tradizionalmente, i kami possiedono due anime, una gentile (nigi-mitama) e l'altra assertiva (ara-mitama); inoltre, nello Yamakage Shinto, i kami hanno due anime addizionali che sono nascoste: una felice (sachi-mitama) e una misteriosa (kushi-mitama).[7]
2. I Kami non sono visibili al regno umano. Al contrario, abitano luoghi sacri, fenomeni naturali o persone durante i rituali che chiedono la loro benedizione.
3. Sono mobili, visitano i loro luoghi di culto, di cui ce ne possono essere diversi, ma che non rimangono mai per sempre.
4. Ci sono molte diverse varietà di kami. Ci sono 300 diverse classificazioni di kami elencate nel Kojiki, e tutte hanno funzioni diverse, come il kami del vento, i kami degli ingressi e i kami delle strade.
5. Infine, tutti i kami hanno una diversa tutela o dovere nei confronti delle persone che li circondano. Proprio come le persone hanno l'obbligo di mantenere il kami felice, i kami devono svolgere la specifica funzione dell'oggetto, del luogo o dell'idea che abitano.

Poiché il giapponese normalmente non distingue il numero (singolare/plurale/duale) nei nomi, non è talora chiaro se kami si riferisca ad una singola entità o ad entità multiple. Quando è assolutamente necessario un concetto di pluralità, viene usato il termine kami-gami (神々?), che è una ripetizione della stessa parola (kami diventa gami per eufonia). A volte ci si riferisce a kami "femminili" con il termine megami (女神?). Si dice poi spesso che ci sono Yaoyorozu-no-kami (八百万の神?), ossia "otto-milioni-di-kami"; in giapponese, questo numero spesso porta con sé il concetto di infinito (come già avveniva per la simbologia ebraica e cristiana circa il numero 7).

## Storia
Mentre lo Shintoismo non ha alcun fondatore, nessuna dottrina dominante e nessun testo religioso, il Kojiki (le antiche cronache del Giappone), scritte nel 712, e il Nihonshoki (Cronache del Giappone), scritto nel 720, contengono la primissima registrazione dei miti della creazione giapponesi. Il Kojiki include anche descrizioni di vari kami.
I Kami sono un concetto in continua evoluzione, ma la loro presenza nella vita giapponese è rimasta costante. I primi ruoli del kami erano come spiriti terrestri, aiutando i primi gruppi di cacciatori-raccoglitori nelle loro vite quotidiane. Erano adorati come dei della terra (montagne) e del mare. Poiché la coltivazione del riso divenne sempre più importante e predominante in Giappone, l'identità del kami si spostò verso ruoli più sostenitori direttamente coinvolti nella crescita delle colture; ruoli come pioggia, terra e riso. Questa relazione tra i primi giapponesi e il kami si manifestava nei rituali e nelle cerimonie volte a supplicare i kami di far crescere e proteggere il raccolto. Questi rituali divennero anche un simbolo di potere e forza per i primi imperatori.
C'è una forte tradizione di storie del mito nella fede scintoista; uno di questi miti descrive l'aspetto del primo imperatore, nipote della Dea del Sole Amaterasu. In questo mito, quando Amaterasu mandò suo nipote sulla terra per governare, lei gli diede cinque grani di riso, che erano stati coltivati nei campi del cielo (Takamagahara). Questo riso gli ha permesso di trasformare la "natura selvaggia".
I conflitti sociali e politici hanno svolto un ruolo chiave nello sviluppo di nuovi tipi di kami, in particolare il goryo-shin (lo spirito sacro kami). I goryo sono gli spiriti vendicativi dei morti le cui vite sono state spezzate presto, ma sono stati calmati dalla devozione dei seguaci scintoisti e ora si crede che puniscano coloro che non onorano i kami.

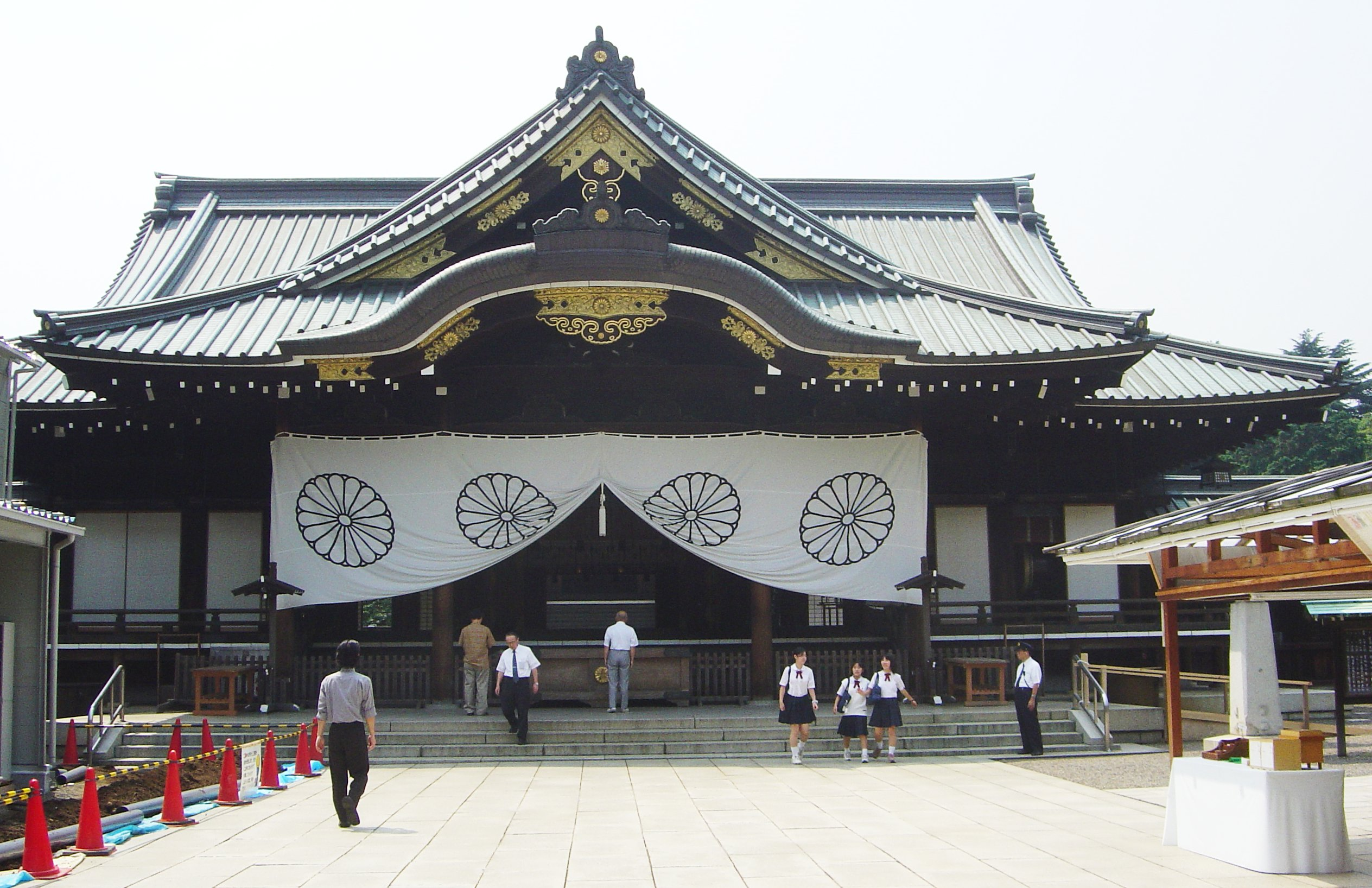
Il santuario Yasukuni

Il pantheon dei kami, come i kami stessi, cambia per sempre nella definizione e nella portata. Quando i bisogni della gente si sono spostati, anche i domini e i ruoli dei vari kami sono cambiati. Alcuni esempi di ciò sono legati alla salute, come il kami del vaiolo il cui ruolo è stato ampliato fino a includere tutte le malattie contagiose, o il kami dei foruncoli e delle crescite che è anche venuto a presiedere i tumori e le terapie del cancro.
Nelle antiche religioni animistiche, i kami erano considerati semplicemente le forze divine della natura. Gli adoratori nell'antico Giappone riverivano creazioni della natura che mostravano una bellezza e un potere particolari come cascate, montagne, massi, animali, alberi, erbe e perfino risaie. Credevano fortemente che gli spiriti o i kami residenti meritassero rispetto.
Nel 927, l'Engi-shiki (延 喜 式, letteralmente, Procedure dell'era Engi) fu promulgato in cinquanta volumi. Questa, la prima codificazione formale dei riti shinto e del norito (liturgie e preghiere) per sopravvivere, divenne la base per tutte le successive pratiche e sforzi liturgici shintoisti. Elencò tutti i 2 861 santuari shintoisti esistenti all'epoca e i 3 131 kami riconosciuti ufficialmente e incastonati. Il numero di kami è cresciuto e ha superato di molto questa cifra attraverso le generazioni seguenti, dato che ci sono oltre 2 446 000 kami individuali incastonati nel solo Santuario Yasukuni di Tokyo.

Nella sua trasmissione radio del 1946 Ningen sengen, l'Imperatore Hirohito dichiarò di non essere un akitsumikami (kami terreno, manifesto). Tuttavia, dopo questa dichiarazione, Hirohito chiese il permesso alle forze occupanti statunitensi di venerare i suoi antenati e, una volta ottenuto il permesso, venerò Amaterasu, che implicava dunque che egli fosse di discendenza divina: secondo la tradizione, infatti, tutti gli imperatori del Giappone discendono dal primo imperatore Jimmu (660 a.C.), che i devoti credono discendesse a sua volta da questa dea.
(Fosco Maraini)

### Il processo di sincretismo tra Kami e Buddha
Quando il buddhismo fu introdotto dalla Cina nel periodo Asuka (VI secolo), piuttosto che abbandonare il vecchio credo, i giapponesi trovarono il modo di far coesistere le due religioni, secondo una formula sincretistica che concepiva i kami come incarnazioni di altrettanti buddha e bodhisattva. In questo senso, divenne comune la pratica di associare i templi buddhisti ai santuari shintoisti locali e viceversa, ricavandone luoghi di culto idonei (Jingū-ji) sia all'adorazione delle divinità shintoiste sia alle celebrazioni religiose buddhiste. La religione locale e il buddhismo straniero non si fusero mai del tutto, ma rimasero inestricabilmente legati fino ai giorni nostri, interagendo l'una con l'altro. La profondità della conseguente influenza del buddhismo sulle credenze religiose locali può essere vista, ad esempio, nel fatto che gran parte del vocabolario concettuale dello shintoismo e persino i tipi di santuari shintoisti che vediamo oggi, caratterizzati da grandi sale di culto e dalla presenza di immagini sacre, sono essi stessi di origine buddhista. La separazione formale del buddhismo dallo shintoismo avvenne alla fine del XIX secolo a seguito della restaurazione Meiji; tuttavia, la pratica dello shinbutsu shūgō continua ancora.
Il termine shinbutsu shūgō fu coniato durante la prima era moderna (XVII secolo) per riferirsi alla fusione di kami e buddha in generale, in opposizione a specifiche correnti all'interno del buddhismo che facevano lo stesso (ad esempio Ryōbu Shintō e Sannō Shintō). Il termine può avere anche una connotazione negativa, in quanto legato ai concetti di contaminazione e aleatorietà.

## I kami nella credenza shintoista
Kami sono i fondamentali oggetti di venerazione per la fede shintoista. Lo Shintoismo nacque come una delle varie antiche religioni popolari animistiche del Giappone, e divenne una religione unificata a seguito delle influenze di altre religioni portate in Giappone dall'estero. Conseguentemente, la natura di ciò che può essere chiamato kami è molto estesa ed abbraccia molti differenti concetti e fenomeni.
Alcuni degli oggetti o fenomeni designati come kami sono qualità della crescita, fertilità e riproduzione; fenomeni naturali come vento e tuono; "esseri" naturali come il Sole, le montagne, i fiumi, gli alberi e le rocce; alcuni animali (come la volpe e il tanuki, il cane procione); e spiriti ancestrali. Fra questi possono essere annoverati, per esempio, gli spiriti degli antenati della famiglia imperiale giapponese, ma anche degli antenati di nobili famiglie così come degli antenati della gente comune.
Ma ci sono anche altri spiriti denominati kami. Ad esempio, gli spiriti guardiani della patria, della casa e delle virtù; spiriti di eroi giapponesi, di uomini di azioni o virtù fuori del comune, e di coloro che hanno contribuito alla civilizzazione, alla cultura ed al benessere dell'umanità; di coloro che sono morti per la patria o per la comunità (vedi: santuario Yasukuni); e di quanti sono morti pietosamente. Bisogna notare però che possono essere considerati kami nello Shinto non soltanto gli spiriti superiori all'uomo, ma anche quegli spiriti che suscitano un sentimento di pietà o che sono ritenuti deboli.
Il concetto di kami è stato mutato e raffinato fin dall'antichità, anche se nulla di ciò che era considerato kami dallo Shintoismo "antico" è ancora considerato kami in quello "moderno" (dove lo Shintoismo "moderno" comincia da quando venne formalizzato in una religione unificata sotto l'influsso di religioni straniere come il Buddhismo). Anche per quanto riguarda lo Shintoismo "moderno" , comunque, non ci sono criteri chiaramente definiti per cosa debba o meno essere venerato come kami.
La differenza fra lo Shintoismo "moderno" e le antiche religioni animistiche del Giappone è fondamentalmente un raffinamento del concetto di kami, più che una differenza in termini di definizioni.
Sebbene questi arcaici concetti siano ancora presenti, nello Shintoismo "moderno" molti sacerdoti considerano i kami anche come spiriti antropomorfi, con nobiltà e autorità. Fra questi vi sono anche figure mitologiche come Amaterasu, la dea solare del pantheon shintoista. Anche se questi kami possono essere considerati delle divinità, non sono ritenuti onnipotenti né onniscienti. Nel mito di Amaterasu, per esempio, si dice che la dea non era in grado di vedere gli eventi del mondo umano. E per vedere il futuro doveva praticare rituali divinatori.
Gli antenati di una particolare famiglia possono anche essere venerati come kami. In questo senso, questi kami erano venerati a causa dei loro poteri benefici, per una qualità o un valore particolare. Molti altari (hokora) furono eretti in onore di questo tipo di kami, che erano regionali. In molti casi, quindi, i morti possono essere divinizzati; un esempio di ciò è il kami Tenjin, che fu Sugawara no Michizane (845-903) in vita.
I kami vengono venerati nei templi scintoisti, mentre negli Chinjusha si venerano i kami tutelare (鎮守神?, chinjugami); cioè, spiriti protettori che proteggono un'area, un villaggio, un edificio o un tempio buddista.

## Cerimonie e feste
Uno dei primi rituali registrati che conosciamo è Niiname-sai, la cerimonia in cui l'Imperatore offre riso appena raccolto ai kami per assicurarsi la loro benedizione per un raccolto abbondante. Un festival annuale, Niiname-sai viene anche eseguito quando un nuovo imperatore sale al potere, nel qual caso si chiama Onamesai. Nella cerimonia l'imperatore offre raccolti al kami, tra cui riso, pesce, frutta, zuppa e stufato. L'Imperatore prima festeggia con le divinità, poi gli ospiti. La festa potrebbe andare avanti per un po' di tempo; per esempio, la festa dell'Imperatore Showa durò due giorni.

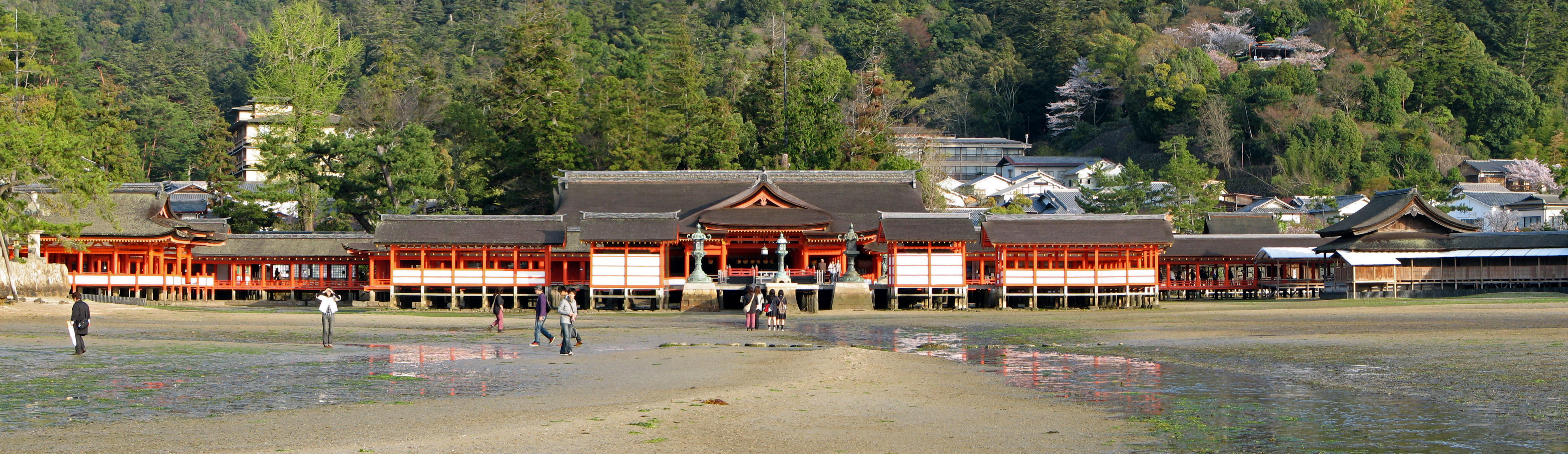
Santuario shintoista di Itsukushima, isola di Miyajima, prefettura di Hiroshima, Giappone. Si ritiene che questo santuario sia il luogo in cui i kami abitano e ospita molte cerimonie e feste.

I visitatori di un santuario shintoista seguono un rituale di purificazione prima di presentarsi al kami. Questo rituale inizia con il lavaggio delle mani e la deglutizione e successivamente sputando una piccola quantità di acqua davanti al santuario per purificare il corpo, il cuore e la mente. Una volta che questo è completo, si concentrano per ottenere l'attenzione del kami. Il metodo tradizionale per farlo è inchinarsi due volte, battere le mani due volte e inchinarsi di nuovo, avvertendo i kami della loro presenza e desiderando di entrare in comunione con loro. Durante l'ultimo inchino, il supplicante offre parole di gratitudine e lode al kami; se stanno offrendo una preghiera per l'aiuto, dichiareranno anche il loro nome e indirizzo. Dopo la preghiera e/o l'adorazione, ripetono i due inchini, due applausi e un ultimo inchino in conclusione.
I praticanti shintoisti adorano i Kami anche quando sono a casa. Questo viene fatto in un kamidana (santuario domestico), sul quale è posizionato un ofuda (carta di nome kami o carta di fascino) con il nome del loro protettore o kami ancestrale. Il loro protettore kami è determinato dalla relazione dei loro antenati con il kami. Questo tipo di pratiche assomiglia molto al culto dei Lari praticato dai romani negli ambienti domestici.
Le pratiche ascetiche, i rituali e le cerimonie dei santuari e le feste giapponesi sono i modi più pubblici in cui i devoti shintoisti celebrano e offrono adorazione per i kami. I kami vengono celebrati durante le loro feste distinte che di solito si svolgono nei santuari dedicati alla loro adorazione. Molte feste coinvolgono i credenti, che di solito sono ubriachi, sfilano, a volte corrono, verso il santuario mentre trasportano mikoshi (santuari portatili) mentre la comunità si riunisce per la cerimonia del festival. Yamamoto Guji, il sommo sacerdote del Grande Sacrario di Tsubaki, spiega che questa pratica onora il kami perché "è nel festival, il matsuri, la più grande celebrazione della vita può essere vista nel mondo dello Shintoismo ed è il popolo della comunità che partecipa ai festival come un intero villaggio che sta cercando di sbloccare il potenziale umano come figli di kami. " Durante il Festival di Capodanno, le famiglie purificano e puliscono le loro case in preparazione per l'anno successivo. Le offerte vengono fatte anche agli antenati in modo che possano benedire la famiglia nell'anno futuro.
Le cerimonie scintoiste sono così lunghe e complesse che in alcuni santuari ci possono volere dieci anni perché i preti li imparino. Il sacerdozio era tradizionalmente ereditario. Alcuni santuari hanno attirato i sacerdoti dalle stesse famiglie per oltre cento generazioni. Non è raro che il clero sia femminile. I sacerdoti possono essere assistiti da miko, giovani donne non sposate che agiscono come fanciulle del santuario. Né i sacerdoti né le sacerdotesse vivono come asceti; infatti, è comune per loro essere sposati, e tradizionalmente non ci si aspetta che meditino. Piuttosto, sono considerati specialisti nelle arti del mantenimento della connessione tra il kami e il popolo.
Oltre a queste feste, all'interno dei santuari si svolgono anche cerimonie che celebrano riti di passaggio. Due di queste cerimonie sono la nascita di un bambino e lo Shichi-Go-San. Quando un bambino nasce, vengono portati in un santuario in modo che possano essere iniziati come nuovi credenti e che i kami possano benedire loro e la loro vita futura. Lo Shichi-Go-San (il sette-cinque-tre) è un rito di passaggio per ragazzi di cinque anni e ragazze di tre o sette anni. È un momento per questi bambini piccoli di offrire personalmente grazie per la protezione del kami e di pregare per la salute continua.
Molti altri riti di passaggio sono praticati dai credenti shintoisti, e ci sono anche molti altri festival. La ragione principale di queste cerimonie è che i seguaci shintoisti possono placare il kami per raggiungere il magokoro. Il Magokoro può essere ricevuto solo attraverso il kami. Le cerimonie e le feste sono lunghe e complesse perché devono essere perfette per soddisfare i kami. Se i kami non sono contenti di queste cerimonie, non concederanno un magokoro al credente shintoista.

## Alcuni kami specifici
- Izanagi, primo uomo e dio della vita e della creazione
- Izanami, prima donna e dea della morte e della creazione
- Awaji, dio dell'isola giapponese Awaji
- Shikoku, dio dell'isola giapponese Shikoku
- Kyūshū, dio dell'isola giapponese di Kyūshū
- Iki, dio dell'isola giapponese di Iki
- Tsushima, dio dell'isola giapponese di Tsushima
- Sado, dio dell'isola giapponese di Sado
- Honshū, dio dell'isola giapponese di Honshū
- Kagutsuchi, dio del fuoco
- Takemikadzichi, dio del tuono
- KuraOkami, dio della pioggia e della neve
- Amaterasu, dea del Sole, del cielo e del giorno
- Tsukuyomi, dio della Luna e della notte
- Susanoo, dio del vento, della tempesta, del mare e degli uragani
- Ama - no - Uzume, dea dell'ilarità e dell'alba
- Sukuna - hikona, dio degli onsen, dell'agricoltura, del sake, della conoscenza, della guarigione e della magia
- Konohana - sakuya, dea dei fiori
- Yamatumi, dio delle montagne
- Iwanaga, dea delle rocce
- Watatumi, dio dei mari
- Yoshimitsu, dea dell'acqua
- Ebisu, dio della pesca, dell'abbondanza e del commercio, protettore dei pescatori, della buona sorte, dei mercanti, del cibo quotidiano e guardiano della salute dei bambini piccoli
- Daikokuten, dio della grande oscurità, dell'abbondanza e della ricchezza
- Bishamonten, dio della guerra
- Benzaiten, dea delle arti, della femminilità, della fortuna, della bellezza, della musica, del matrimonio, della letteratura e di tutto ciò che scorre
- Fukurokuju, dio della saggezza, della felicità, della lunga vita e della buona sorte
- Jurōjin, dio della conoscenza e della longevità
- Hotei, dio della felicità e della ricchezza
- Inari, dea del riso, della fertilità, dell'agricoltura, delle volpi, dell'industria, del grano e del successo terreno
- Ryūjin, dio - dragone marino del mare
- Futsunushi, dio delle spade e dei fulmini
- Takemikazuchi, dio del tuono e delle spade
- Hachiman, dio del tiro con l'arco e della guerra, dio tutelare dei guerrieri e protettore del Giappone e del popolo giapponese
- Tenjin, dio dell'apprendimento e della scuola
- Sarutahiko Okami, dio del misogi, della forza e della disciplina spirituale, motivo per cui è il patrono di alcune arti marziali come l'aikidō
- Ajisukitakahikone, dio del tuono
- Takitsuhiko, dio della pioggia
- Hiruko, una delle divinità solari
- O-Wata-Tsu-Mi, dio del mare
- O-Yama-Tsu-Mi, dio delle montagne
- Kuku-no-chi, dio degli alberi
- Shina-Tsu-Hiko, dio del vento
- Kurozome, spirito del ciliegio giapponese
- Raijin, dio giapponese della tempesta, del tuono e dei fulmini
- Fūjin, dio giapponese del vento
- Jizo, dio che trasporta le anime dei bambini morti prima dei genitori nell'aldilà
- Agyo e Ungyo, divinità che rappresentano il ciclo di nascita e di morte
- Kannon, dea della misericordia e della compassione
- Fu-Kuro-Kugin, dio della felicità familiare